# 鵜飼 (能)

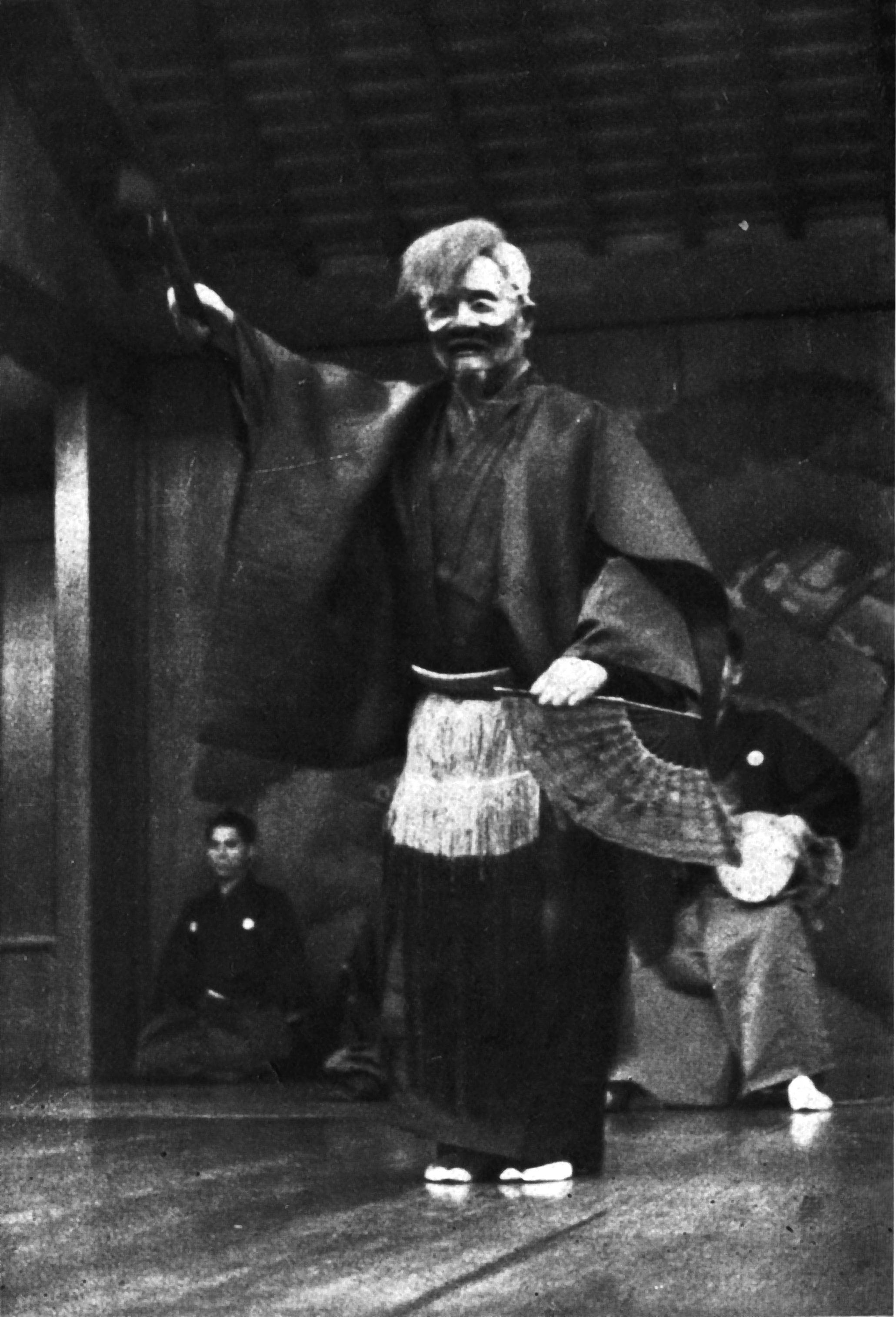
能「鵜飼」舞台写真、野口兼資

「鵜飼」（うかい）は能の演目の一つ。五番目物、鬼物、太鼓物に分類される。禁漁の罪を犯したために殺された漁師の悲劇と、その鵜飼の業の見事さ、そして「法華経」による救済を描く。
元々は摂津猿楽の榎並左衛門五郎の作品だが、世阿弥によって改作されたことが『申楽談儀』に記されている（後述）。

## あらすじ
安房国清澄出身の僧（ワキ）が、従僧（ワキヅレ）を伴い、甲斐国石和を訪れる。一行は所の男（アイ）に教えられた川辺の御堂に一晩を過ごすことにするが、その夜、松明を持った鵜使いの老人（前ジテ）が姿を見せる。話すうちに従僧が、かつてこの地を旅した際、よく似た鵜使いに一宿一飯の恩を受けたことを思い出すと、老人は「その鵜使いは後に、禁漁の石和川で鵜を使って漁をしたために、仲間たちの私刑に遭い簀巻きにされて川に沈められて殺されました」と語り、実は自分こそが、その死んだ鵜使いの亡霊なのだと名乗る。老人は僧の求めに応じて、懺悔のためにかつての鵜飼の業を披露する。その面白さに、老人は殺生の罪も忘れて酔いしれるが、やがて闇の中に姿を消す。
改めて所の男から事情を聞いた僧たちは、河原の石に一字ずつ「法華経」の経文を記し、それを川に沈めて鵜使いの老人を供養する。するとそこに地獄の鬼（後ジテ）が現れ、鵜使いが無事に成仏を遂げたこと、そしてそれを可能にした「法華経」の功徳のありがたさを称えて舞う。

## 登場人物
- 前ジテ：鵜使いの老人 - 着流尉出立（腰蓑）
- 後ジテ：地獄の鬼 - 小癋見出立
- ワキ：旅僧 - 着流僧出立
- ワキヅレ：同行の僧 - 着流僧出立
- アイ：里の男 - 肩衣半袴出立

## 作者
『申楽談儀』16段に、「鵜飼・柏崎などは、榎並の左衛門五郎作也。さりながら、いづれも、悪き所をば除き、よきことを入られければ、皆世子の作成べし」とあり、摂津猿楽・榎並座の左衛門五郎の作品を、世阿弥が改訂したことが解る。同書によれば世阿弥は、前場のほぼ全体を観阿弥風に作曲し直し、観阿弥作の「融の大臣の能」から、後ジテの鬼を移したという。また同書は小癋見の面はこの曲で世阿弥が使い始めたものであることを記しており、これもまた世阿弥による改作の一環であったと考えられている。それ以外についてはどこまでが世阿弥の手によるものかは解らないが、さらに世阿弥以後の改作の可能性も指摘されている。
榎並左衛門五郎については詳しい事蹟が解っていないが、摂津猿楽・榎並座の棟梁と考えられ、世阿弥と同時代か少し以前かに活動した人物らしい。榎並座は鎌倉時代に活躍した丹波猿楽新座の流れをくみ、室町時代にも醍醐寺清滝宮の楽頭を勤め、青蓮門院義円の後援を受ける有力な一座であった。『談儀』には榎並座について、父・観阿弥も参考にした「馬の四郎」なる鬼の名手がいたこと、世阿弥が足利義満の御前で榎並座の役者と「翁」の立合能で対決したことなどが記されている。しかしその後は棟梁の二代続けての死などで座勢は後退し、後裔らしい春童（春藤）大夫が活動を続けたものの、やがて金春座のワキ方として吸収された。

## 解説

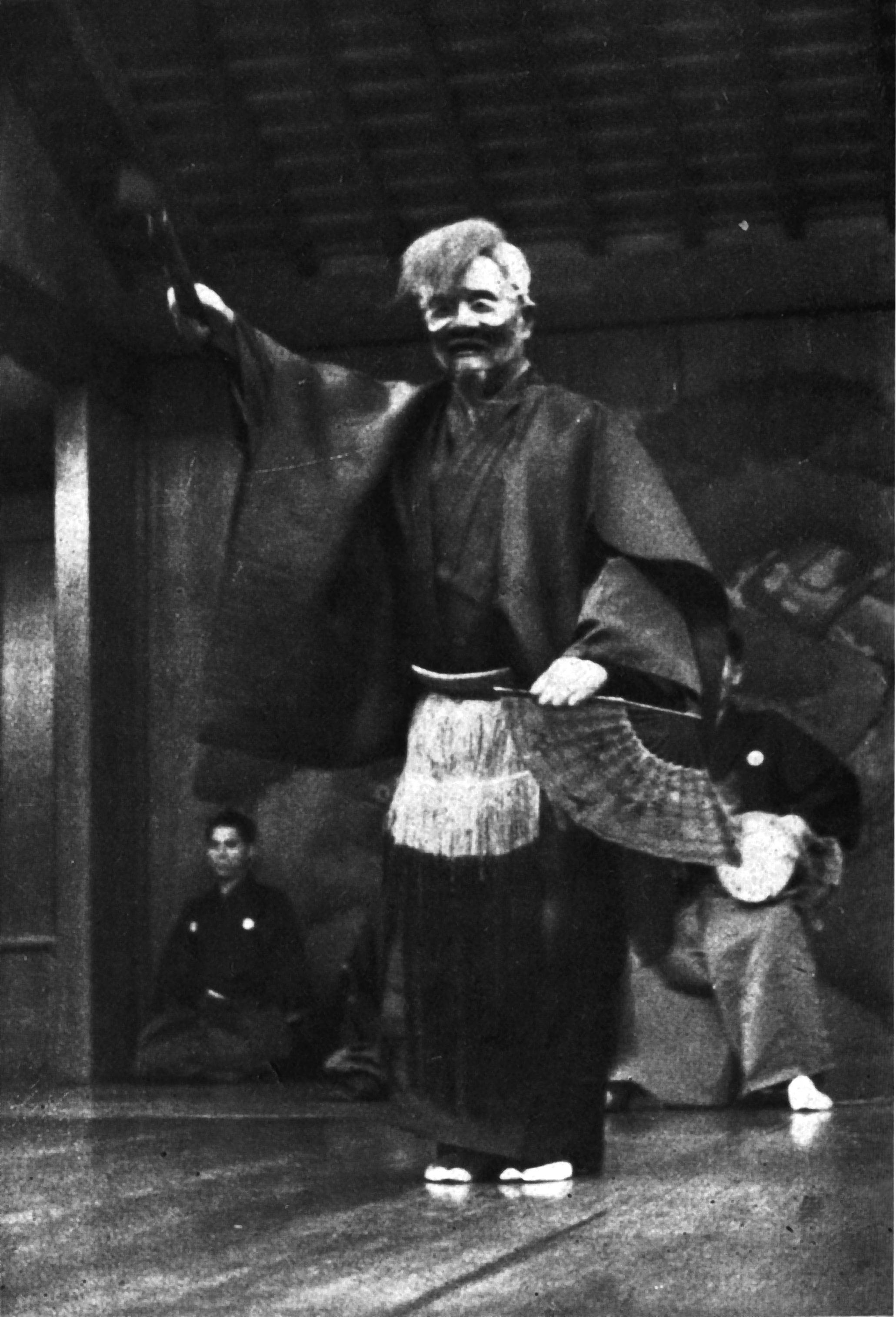
宝生流の名人・野口兼資による「鵜飼」

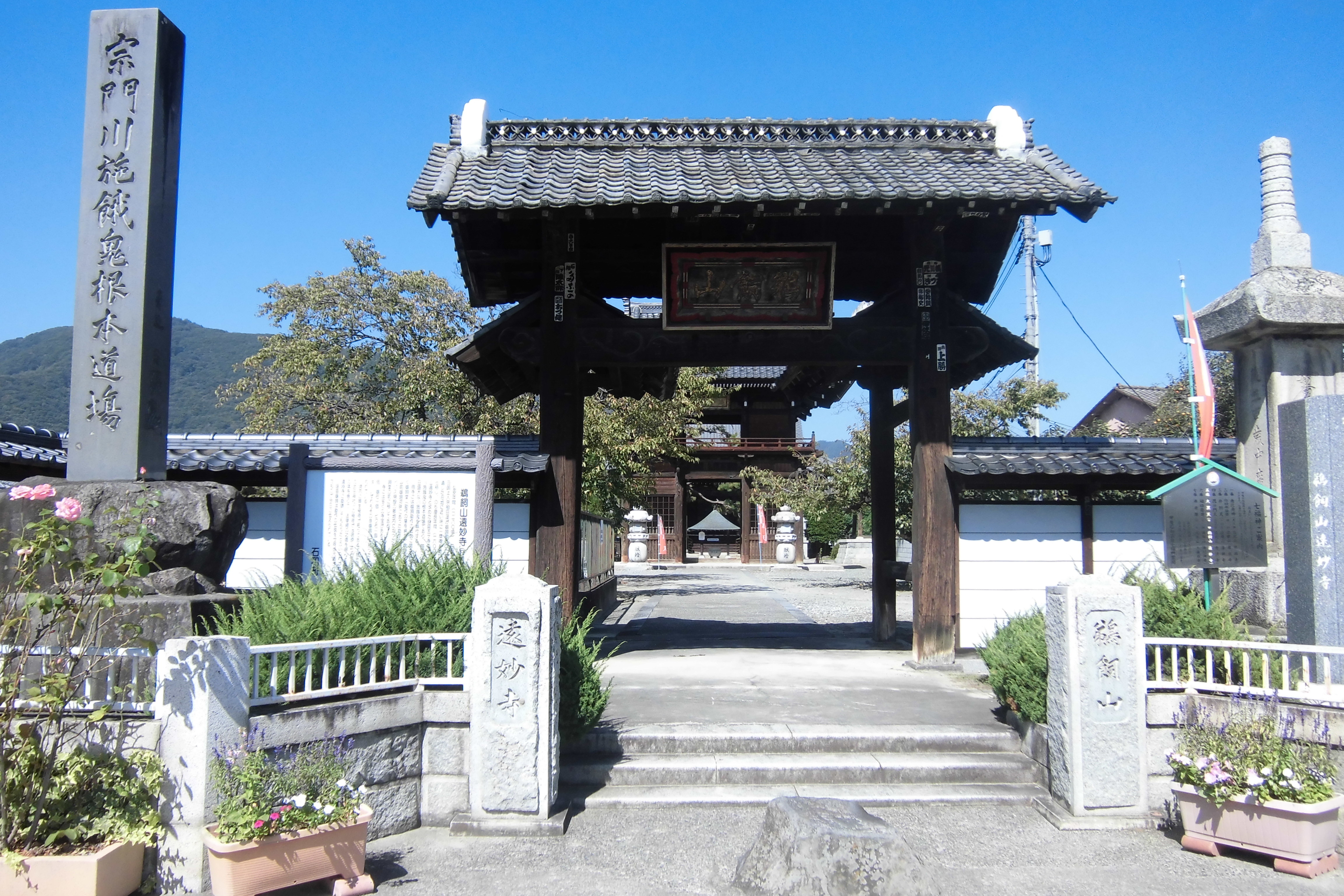
鵜飼山遠妙寺

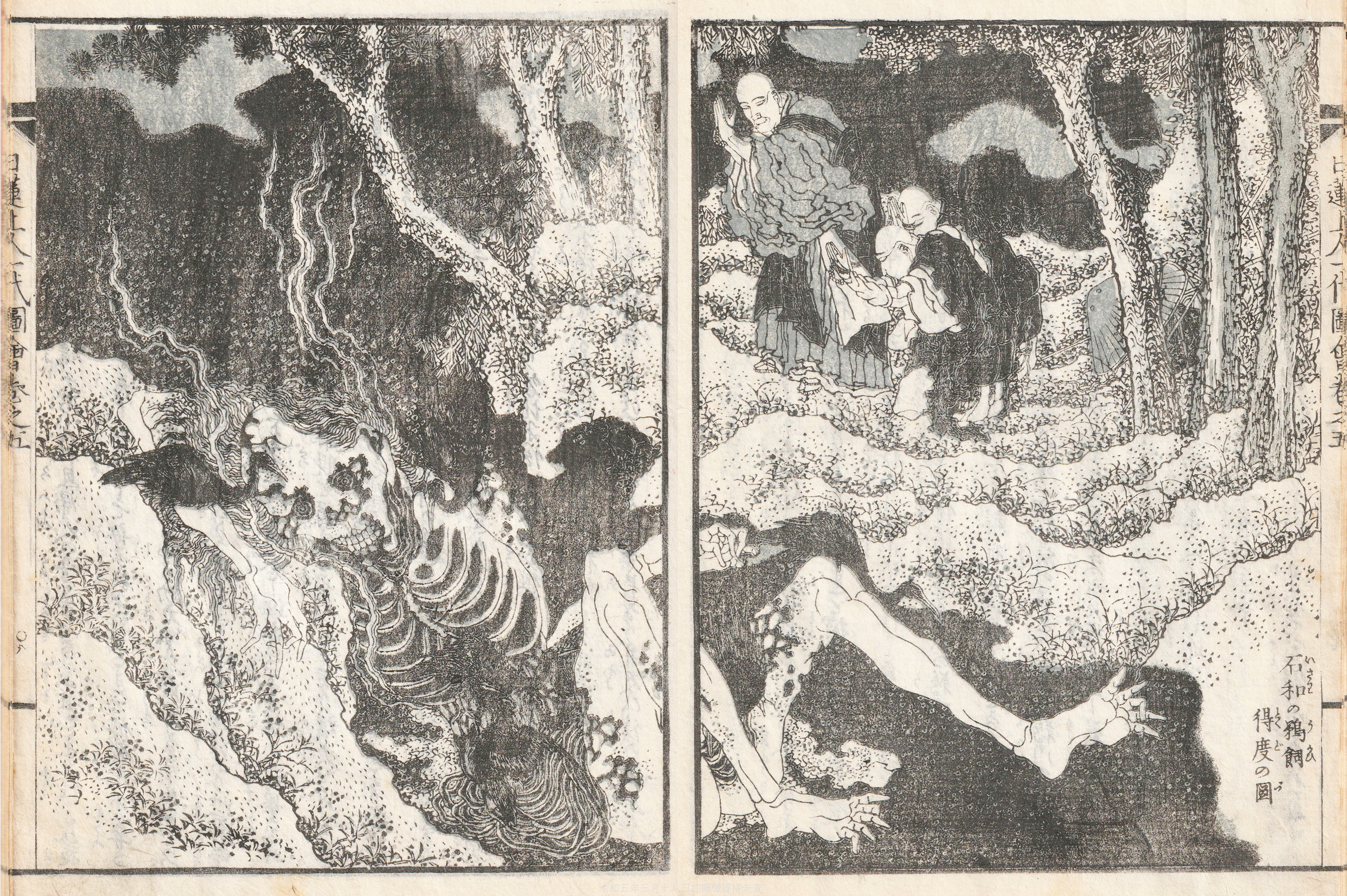
鵜飼勘助の霊を救済する日蓮。葛飾為斎・画

鵜飼の業の面白さを見せることに主眼が置かれた素朴で古風な曲と評される。前場のみでも完結した作品であることから、榎並左衛門五郎の原作では後場は存在しなかった可能性もある。前ジテと後ジテが別の人格であるという珍しい構成であり、かつては前ジテの老人が退場せずに舞台に残ったまま、別の役者が演じる後ジテの地獄の鬼が登場したのではないか、という指摘もある（岩波日本古典大系『謡曲集』上）。
ワキの僧については、出身が「安房国清澄」であること、そして向かう先が日蓮宗の本山・身延山久遠寺のある甲斐国であることなどから、日蓮をモデルにしていると考えられる。にもかかわらず日蓮の名が作中に出ないのは、「高僧の功力よりは広く仏教の功徳を説かうとした為」ではないかとも、あるいは作者の創作部分が大きかったため日蓮の名を出すのを憚ったとも、逆に当時周知の話だったためあえて名を出す必要がなかったためとも考えられる。
なお舞台となった石和川は現在は笛吹川と呼ばれ、かつては鵜飼川の名もあった。笛吹川に近い笛吹市石和町市部に所在する鵜飼山遠妙寺には、鵜飼勘助という漁師が日蓮に救われたという能と同様の伝承や、鵜飼勘助を祀る御堂があり、川施餓鬼の行事が執り行われている。また、江戸時代後期の萩原元克『甲斐名勝志』（天明3年（1783年））によれば、この地には零落した平時忠を主人公とした同様の説話があったという。なお現在同地で行われる鵜飼は「徒歩鵜（かちう）」と呼ばれる、舟を使わずに鵜使いが直接川に入って行うものである。
漁師・猟師の殺生の業による悲劇を題材とした能には、本曲のほか「阿漕」「善知鳥」がある。他の2曲の暗さに対し、本曲では「仏法の勝利」が高らかに謳われる点に特徴がある。

## 小書
小書（特殊演出）に、金剛流の「早装束（無間）」、観世流の「真如之月」、「空之働（むなのはたらき）」、「素働（しらばたらき）」などがある。前ジテと後ジテが別人格であるため、その登場に工夫を凝らした小書が多い。

## その他
1464年（寛正5年）の糺河原勧進猿楽や翌年の足利義政南都下向の際に音阿弥がこの曲を舞っている。また安土桃山時代には下間少進による複数回の演能記録があり、さらにその少進の『能之留帳』によれば1593年（文禄2年）に当時関白の豊臣秀次、ほかにも同年には秀吉主催の禁中能で蒲生氏郷がこの曲を演じたという。
また松本たかしは本曲を踏まえ、「荒鵜ども用意成りたりいで鵜匠」の句を残している。
TVアニメ「まんが日本昔ばなし」でも、「鵜飼いものがたり」（放送回:0195-A　放送日:1979年07月28日）で、この伝承を取り上げている。